# Lamar Walker
Lamar O'Neal Walker (Spanish Town, Jamaica, 26 de septiembre de 2000) es un futbolista profesional jamaicano que juega como mediocampista en el Al Dhaid de la División 1 de EAU. Es internacional con la selección de fútbol de Jamaica.

## Primeros años y educación
Walker jugó fútbol colegial en Clarendon College en Jamaica.

## Carrera profesional

### Club
Walker jugó para Portmore United FC en Jamaica.
El 29 de enero de 2021, Walker firmó con el Miami FC de la USL Championship.

### Selección nacional
Debutó internacionalmente en su selección nacional juvenil con la selección Sub-22 de Jamaica para los Juegos Panamericanos de Perú 2019.
El 12 de octubre de 2019, hizo su debut absoluto con una victoria por 2-0 contra Aruba en la Liga de Naciones de CONCACAF.
El 15 de octubre de 2019, Walker anotó su primer gol para Jamaica contra Aruba y ganó 2 juegos consecutivos con una victoria por 0-6 en la Liga de Naciones CONCACAF.

## Estadísticas

### Clubes
| Club            | Temporada     | Liga                  | Liga     | Liga  | Copa     | Copa  | Continental | Continental | Otro     | Otro  | Total    | Total |
| Club            | Temporada     | División              | Partidos | Goles | Partidos | Goles | Partidos    | Goles       | Partidos | Goles | Partidos | Goles |
| --------------- | ------------- | --------------------- | -------- | ----- | -------- | ----- | ----------- | ----------- | -------- | ----- | -------- | ----- |
| Portmore United | 2017-18       | Liga Premier Nacional | 4        | 0     | 0        | 0     | 0           | 0           | 0        | 0     | 4        | 0     |
| Portmore United | 2018-19       | Liga Premier Nacional | 10       | 3     | 3        | 0     | 0           | 0           | 0        | 0     | 13       | 3     |
| Portmore United | 2019-20       | Liga Premier Nacional | 14       | 2     | 0        | 0     | 0           | 0           | 0        | 0     | 14       | 2     |
| Miami FC        | 2021          | USL Championship      | 18       | 4     | 0        | 0     | 0           | 0           | 0        | 0     | 18       | 4     |
| Carrera total   | Carrera total | Carrera total         | 46       | 9     | 0        | 0     | 0           | 0           | 0        | 0     | 49       | 9     |

## Goles internacionales
| N.º | Fecha                 | Sede                                      | Adversario | Gol  | Resultado | Competencia                         |
| --- | --------------------- | ----------------------------------------- | ---------- | ---- | --------- | ----------------------------------- |
| 1.  | 15 de octubre de 2019 | Estadio Ergilio Hato, Willemstad, Curazao | Aruba      | 3 –0 | 6–0       | 2019-20 CONCACAF Liga de Naciones B |

## Logros
- Liga Premier Nacional de Jamaica 2018-19[5]

- Campeón de Clubes de la CFU 2019[6]